# 우신고등학교 (서울)
우신고등학교(宇信高等學校)는 대한민국 서울특별시 구로구 궁동에 있는 사립 고등학교이다.

## 학교 연혁
- 1972년 7월 14일 : 학교법인 우천학원 설립(대지 44,433평)
- 1972년 7월 14일 : 진로주조(주) 사장 우천 장학엽(張學燁) 선생 초대 이사장에 취임
- 1973년 1월 5일 : 우신 중ㆍ고등학교 인가(중 15학급, 고 36학급)
- 1973년 12월 30일 : 고등학교 본관 준공(연건평 1,650평)
- 1974년 1월 15일 : 초대 이종근(李鍾根) 교장 취임(중고 교장 겸임)
- 1974년 3월 5일 : 개교식 및 제1회 입학식 거행
- 1974년 5월 23일 : 개교기념일 지정
- 1977년 1월 6일 : 제1회 졸업식 거행
- 2004년 5월 22일 : 개교 30주년 기념식 및 『우신 30년사』 발간
- 2006년 8월 31일 : 제3대 장문수(張文壽) 이사장 취임
- 2022년 : 제14대 김영태 교장 취임
- 2022년 : 제46회 졸업식 (졸업생 232명, 총계 26,772명)
- 2022년 : 제49회 입학식 (신입생 248명)

## 참고 자료
- 우신고등학교 - 한국교육학술정보원 학교알리미